# Maud di Northumbria
Maud di Northumbria, detta anche Matilde (1074 – 1130), è stata II contessa di Huntingdon e regina consorte di Davide I di Scozia.
Era figlia di Waltheof II, conte di Northumbria e di Judith di Lens. Fu l'ultima dei conti anglosassoni a rimanere al potere dopo la conquista normanna dell'Inghilterra del 1066.

## Biografia
Sua madre, Judith, rifiutò di sposarsi con Simon I di Senlis, I conte di Northampton. Questo rifiuto fece infuriare suo zio, re Guglielmo I d'Inghilterra, che confiscò le proprietà di Judith. Invece sua figlia Maud sposò Simone di Senlis nel 1090. Anche dopo sposata Maud mantenne la carica di contessa di Huntingdon.
Simon morì nel 1109 e Maud si risposò con Davide I di Scozia nel 1113.
La casa reale scozzese dei Dunkeld prese il titolo di conti di Huntingdon e il successore di Maud fu proprio il figlio Enrico.
Secondo Giovanni di Fordun, Maud morì nel 1130 e venne sepolta a Scone.

## Discendenza
Dal matrimonio con Simone di Senlis Maud ebbe tre figli:
- Matilda di Senlis.
- Simon II di Senlis, IV conte di Huntingdon e Northampton.
- Waltheof, che divenne abate di Melrose e santo.

Dal successivo matrimonio con Davide di Scozia nacquero: 
- Malcolm, principe di Scozia, morto infante
- Enrico, conte di Huntingdon e padre del futuro re di Scozia, Malcolm IV di Scozia.
- Claricia, principessa di Scozia
- Hodierna, principessa di Scozia